# Епархия Буйтю
Епархия Буйтю (лат.  Dioecesis Buichuensis) — епархия Римско-Католической Церкви с центром в городе Буйтю, Вьетнам. Епархия Буйтю входит в митрополию Ханоя. Кафедральным собором епархии Бакниня является церковь Пресвятой Девы Марии Царицы Розария.

## История
5 сентября 1848 года Святой Престол учредил апостольский викариат Центрального Тонкина, выделив его из апостольского викариата Восточного Тонкина (сегодня — Епархия Хайфона).
3 ноября 1924 года апостольский викариат Центрального Тонкина был переименован в апостольский викариат Буйтю.
9 марта 1936 года апостольский викариат Буйтю передал часть своей территории для возведения нового апостольского викариата Тхайбиня (сегодня — Епархия Тхайбиня).
24 ноября 1960 года Римский папа Иоанн XXIII издал буллу «Venerabilium Nostrorum», которой преобразовал апостольский викариат Буйтю в епархию.

## Ординарии епархии
- епископ Domingo Martí O.P.[1] (18.05.1847 — 26.08.1852);
- епископ святой Хосе Мария Диас Санхурхо O.P. (26.08.1852 — 20.07.1857);
- епископ святой Хосе Мельхиор Гарсия-Сампедро Суарес O.P. (20.07.1857 — 28.07.1858);
- епископ святой Валентин Фаустино Беррио-Ооча и Аристи O.P. (28.07.1858 — 1.11.1861);
- епископ Bernabé García Cezón O.P. (9.09.1864 — ноябрь 1879);
- епископ Manuel Ignacio Riaño O.P. (ноябрь 1879 — 26.11.1884);
- епископ Máximo Fernández O.P. (12.02.1898 — 14.08.1907);
- епископ Pedro Muñagorri y Obineta O.P. (14.08.1907 — 17.06.1936);
- епископ Domingo Ho Ngoc Cân (17.06.1936 — декабрь 1948);
- епископ Pierre Marie Pham-Ngoc-Chi (3.02.1950 — 24.11.1960) — назначен епископом Куинёна;
- епископ Joseph Maria Phâm-Nang-Tinh (5.03.1960 — 11.02.1974);
- епископ Dominique Marie Lê-huu-Cung (28.04.1975 — 12.03.1987);
- епископ Joseph Vû Duy Nhât (12.03.1987 — 11.12.1999);
- епископ Joseph Hoàng Van Tiem S.D.B. (4.07.2001 — по настоящее время).

## Источник
- Annuario Pontificio, Libreria Editrice Vaticana, Città del Vaticano, 2003, стр. 958, ISBN 88-209-7422-3
- Булла Venerabilium Nostrorum (лат.) // Acta Apostolicae Sedis. — Typis Polyglottis Vaticanis, 1961. — Num. 53. — P. 346. Архивировано 29 февраля 2012 года.